# Деснянский район (Киев)
Десня́нский райо́н (укр. Деснянський район) — район в городе Киеве (Украина), на Левом берегу Днепра.

## История
Во времена средневековья Киев был городом-крепостью. В системе его оборонительных сооружений важную роль имели окружающие небольшие города, в которых были укреплённые замки. На севере это был Вышгород, на юге — Триполье, на востоке — Вигуровщина, расположенная возле речки Десёнки.
Возникновение крепости Городец ученые относят к концу X—XI столетий. С этого времени начинается непрерывная история Выгуривщины, которая когда-то называлась Милославичи, про что есть упоминания в Ипатиевской летописи 1151 года. В письменных источниках XVI—XVII столетий Вигуровщина упоминается как местность, подаренная владельцем Яном Вигурой (отсюда, вероятно, и пошло название местности) Михайловскому Златоверхому монастырю, что было юридически закреплено универсалом Богдана Хмельницкого в 1654 году.
Первое письменное упоминание про земли, на которых расположен Деснянский район города Киева принадлежит к 1667 году.
Во времена Киевской Руси тут был загородный дворец с усадьбой Юрия Долгорукого, что назывался «Раем». Отсюда открывался чудесный пейзаж правого берега Днепра, приукрашенный золотыми куполами киевских соборов.
Позже эти древние земли входили в состав Броварской, потом — Никольско-Слободской волостей Остерского уезда Черниговской губернии.
В 1927 году территория перешла в подчинение Киевской городской думы, а в 1932 году — вошла в состав Петровского (Подольского) района г. Киева.
В 1935 году на базе земель селений Осокорки, Позняки, Быковня, Аварийного, хуторов Красного и имени Т. Шевченко, бывших слободок Никольской, Кухмистерской, Воскресенской и Предмостной был создан Дарницкий район, с территории которого в 1969 году был выделен Днепровский район, часть которого в 1988 году, в свою очередь, отошла к Ватутинскому району, а в 2001 году — к современному Деснянскому району.

## Население

### Языковой состав
Родной язык населения по данным переписи 2001 года:
| Язык       | Численность, чел. | Доля     |
| ---------- | ----------------- | -------- |
| Украинский | 250 165           | 74,74 %  |
| Русский    | 78 386            | 23,42 %  |
| Другое     | 6 153             | 1,84 %   |
| Итого      | 334 704           | 100,00 % |

## Состав района
Лесной массив, Вигуровщина-Троещина, промрайон Днепровский, посёлок Троещина, промрайон Троещина, Быковня.

## Главы РГА
- Мокроусов Анатолий Алексеевич (1 апреля 1992 — 26 августа 1994)[3][4]
- Мелихова Татьяна Ивановна (26 мая 1998 — 7 сентября 2001)[5][6]
- Мокроусов Анатолий Алексеевич (7 сентября 2001 — 30 апреля 2002, и. о.)[7][8]
- Лага Виктор Андреевич (25 мая 2002 — 9 июня 2006)[9][10]
- Захарычев Юрий Юрьевич (30 июня 2006 — 24 ноября 2010)[11][12]
- Жеребнюк Виктор Николаевич (24 ноября 2010 — 21 ноября 2012)[13][14]
- Прокопенко Станислав Николаевич (20 мая 2013 — 22 марта 2014)[15][16]
- Кузик Пётр Николаевич (19 апреля 2014 — 15 сентября 2014)[17][18]
- Онуфрийчук Вадим Михайлович (15 сентября 2014 — 29 апреля 2016, и. о.)[19][20]
- Крохмалюк Виктор Васильевич (2016—2018, и. о.)
- Заболотный Геннадий Вадимович (15 января 2018 — 23 июля 2019)[21][22]
- Снопков Сергей Петрович (2019—2020, и. о.)
- Шатиришвили Давид Арчилович (18 мая — 14 июня 2020)[23]
- Алексеенко Ирина Николаевна (14 июня 2020 — 11 мая 2021, и. о.)
- Ратников Дмитрий Геннадьевич (с 11 мая 2021)[24]

## Галерея
- Вид с самолёта
- Проспект Ватутина, улица Закревского
- Панорама Троещины с правого берега Днепра